# Spermacoce exasperata
Spermacoce exasperata är en måreväxtart som beskrevs av Ignatz Urban. Spermacoce exasperata ingår i släktet Spermacoce och familjen måreväxter. Inga underarter finns listade i Catalogue of Life.